# I-8
I-8 (nazwa kodowa U-Flieder) – japoński okręt podwodny typu J3. I-8 dowodzony przez Shinji Uchino spotkał się 20 lipca 1943 r. na morzu z niemieckim okrętem podwodnym U-161. Na I-8 przekazano urządzenie Wanze, pilota, obsadę radiostacji, wskazówki co do trasy i współrzędne geograficzne miejsca, gdzie miały nad nim otoczyć opiekę Ju 88 i niszczyciele. I-8 wszedł do Lorient 8 IX, przekazał 50-osobową załogę dla U-1224, który dalej miał służyć jako RO-501. 
Następnie wpłynął do bazy Brest 31 sierpnia 1943 r. Celem misji była wymiana strategicznych materiałów i osiągnięć między państwami Osi.
Jednostka została zatopiona 31 marca 1945 roku wraz z całą załogą 65 mil na południowy wschód od Okinawy przez amerykański niszczyciel USS „Morrison”.